# 梅拉妮·胡姆尔

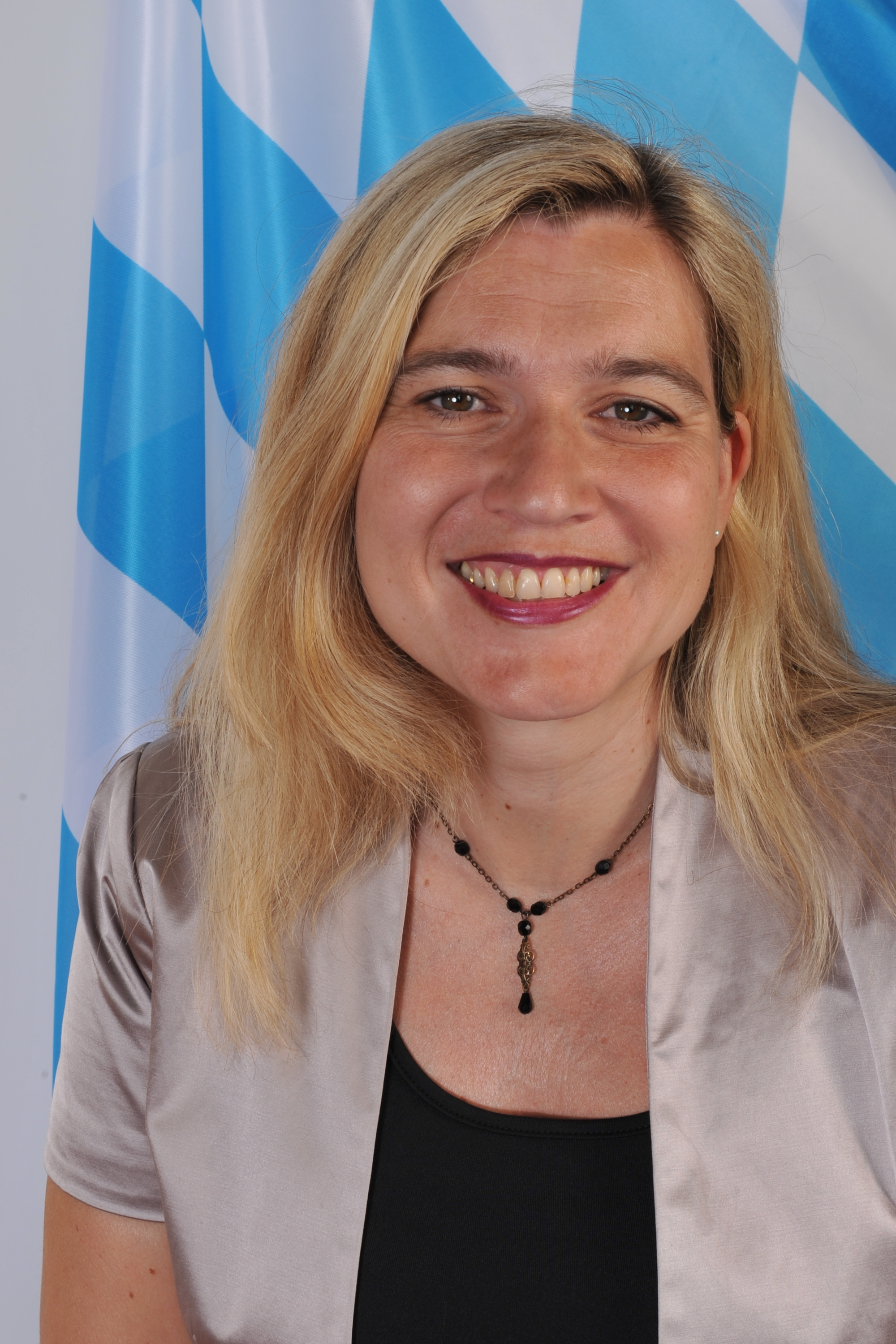

梅拉妮·胡姆尔（德語：Melanie Huml，1975年9月9日—），德国政治人物。曾任巴伐利亚州卫生部长。自2017年起基督教社会联盟党副主席。

## 生平
胡姆尔婚前姓Beck，出生于班贝格，其父亲是中学校长，母亲是家庭主妇。1995年中学毕业后在埃尔朗根-纽伦堡大学攻读医学专业。2003年成为医生。

## 政治
1993年加入巴伐利亚州的青年联盟。2001年加入基督教社会联盟。2007年担任劳工部副部长，2008年担任环保部副部长。曾任巴伐利亚州卫生部长。

## 家庭
胡姆尔 2005 年与律师 Markus Huml 结婚，养育两个儿子。

## 信仰
胡姆尔信仰天主教。